# Hedya salicella
Hedya salicella ist ein Schmetterling (Nachtfalter) aus der Familie der Wickler (Tortricidae). Er wird auch Weiden-Knospenwickler genannt.

## Merkmale
Hedya salicella ist eine große und auffällige Art der Gattung Hedya, die Vertreter der Art erreichen eine Flügelspannweite von 19 bis 24 Millimeter. Auf den Vorderflügeln beider Geschlechter befinden sich weiße und kastanienbraune Bereiche. Die Größe des weißen Flecks auf den Vorderflügeln ist wenig variabel. Es besteht ein Sexualdimorphismus: Die Hinterflügel der Männchen sind graubraun und an der Basis heller, die der Weibchen sind einfarbig dunkelbraun.
Die Raupe ist schmutzig rotbraun gefärbt. Kopf, Nackenschild und Warzen sind schwarz.

## Verbreitung
Hedya salicella ist in der Paläarktis beheimatet. Die Art ist in Mitteleuropa weit verbreitet und nicht selten. Sie fehlt in Nordafrika und Kleinasien. Im Osten reicht das Verbreitungsgebiet über Kaukasien und Kasachstan bis nach Sibirien, in den russischen fernen Osten und nach China.
Die Art besiedelt feuchte und schattige Waldränder, Parks und Ruderalflächen.

## Biologie
Die Larven entwickeln sich von Mai bis Juni zwischen versponnenen Blättern der Futterpflanze. Dazu zählen Sal-Weide (Salix caprea), Espe (Populus tremula) und Schwarz-Pappel (Populus nigra). Gelegentlich wird von Juli bis August eine zweite Generation gebildet. Die Falter können von Ende Mai bis August (bzw. Anfang September) beobachtet werden.